# Saint Frances
Saint Frances ist eine Tragikomödie von Alex Thompson, die im März 2019 beim South by Southwest Film Festival ihre Premiere feierte.

## Handlung
Die 34-jährige Bridget hat den Besuch einer Schreibschule nach zwei Semestern abgebrochen und ihr Ziel, eine angesehene Schriftstellerin zu werden, noch nicht erreicht. Sie hat keinen Partner, kann keine Karriere vorweisen und ist ziemlich ziellos. Zu ihrem eigenen und dem Verdruss ihrer Mutter jobbt Bridget als Kellnerin. Als sie ungewollt schwanger wird, treibt sie ab. Eines Tages bekommt Bridget von Maya und Annie, einem lesbischen Paar für den Sommer den Job als Kindermädchen der sechsjährigen Frances angeboten und akzeptiert ihn. Bridget hat wenig Ahnung davon, wie man kleine Kinder betreut. Nach einiger Zeit gelingt es ihr, trotz einzelner Missgeschicke das Vertrauen ihrer Arbeitgeberinnen und von Frances zu gewinnen und zeigt auch großes Geschick, als sie sich um den Säugling kümmert. 
Die Männer, die in Bridgets Leben eine Rolle spielen, sind sehr unterschiedlich. Der acht Jahre jüngere Jace, den sie auf einer Party kennengelernt hat und von dem sie schwanger wurde, ist freundlich und verständnis- und liebevoll. Der andere, Frances‘ Gitarrenlehrer Isaac, ist hingegen hauptsächlich am Sex mit Bridget zu seinen eigenen Bedingungen interessiert.

## Produktion
Der Filmtitel Saint Frances bezieht sich auf Franz von Assisi, der sich in seinem Leben an Jesus orientierte, und der Frage aus der Bergpredigt Was siehst du den Splitter in deines Bruders Auge, aber den Balken im eigenen Auge nimmst du nicht wahr? Es handelt sich bei Saint Frances um das Regiedebüt von Alex Thompson bei einem Spielfilm. Für die Tragikomödie schrieb seine Lebenspartnerin Kelly O’Sullivan, die auch in der Hauptrolle die junge Autorin Bridget spielt, das Drehbuch. Thompson hatte O’Sullivan während einer Theaterlesung kennengelernt. Die Kinderdarstellerin Ramona Edith Williams ist in der Titelrolle von Frances zu sehen. Charin Alvarez und Lily Mojekwu spielen deren Mütter Maya und Annie, ein lesbisches Paar aus einer Afroamerikanerin und einer Latina, die kurz vor der Geburt ihres zweiten Kindes stehen. Max Lipchitz und Jim True-Frost spielen Jace und Isaac, die beiden Männer in Bridgets Leben.
Eine erste Vorstellung erfolgte am 11. März 2019 beim South by Southwest Film Festival. Später erwarben die Oscilloscope Laboratories die Rechte am Film. Im Januar 2020 wurde der erste Trailer vorgestellt. Ende Juni 2020 wurde er auch beim Edinburgh International Film Festival online gezeigt. Ende August 2020 wurde der Film beim Molodist International Film Festival, das in einer Hybridversion stattfand, im Wettbewerb vorgestellt.

## Rezeption

### Kritiken
Der Film konnte bislang 99 Prozent aller Kritiker bei Rotten Tomatoes überzeugen und erhielt hierbei eine durchschnittliche Bewertung von 8,1 der möglichen 10 Punkte, womit er aus den 21. Annual Golden Tomato Awards als Zweitplatzierter in der Kategorie Comedies der Filme des Jahres 2020 hervorging. Auf Metacritic erhielt er einen Metascore von 83 von 100 möglichen Punkten.
Kate Erbland von IndieWire schreibt, mit Kelly O’Sullivan als Drehbuchautorin und Star des Films habe die „Millennial Disaffection“, die Unzufriedenheit der Generation Y, eine frische neue Stimme gefunden. Aber auch Ramona Edith Williams sei in der Titelrolle des „frühreifen Kindes“ Frances ein absoluter Star.

### Auszeichnungen (Auswahl)
Chicago Film Critics Association Awards 2020
- Nominierung als Vielversprechendster Schauspieler (Kelly O’Sullivan)[14]

Gotham Awards 2021
- Nominierung für die Beste Nachwuchsregie (Alex Thompson)
- Nominierung als Breakthrough Actor (Kelly O’Sullivan)[15]

Independent Spirit Awards 2021
- Nominierung für den „John-Cassavetes-Preis“ für den Besten Film mit einem Budget von unter 500.000 US-Dollar[16]

Internationales Filmfestival Thessaloniki 2019
- Nominierung für den Mermaid Award (Alex Thompson)

Molodist International Film Festival 2020
- Nominierung im Wettbewerb[10]

São Paulo International Film Festival 2019
- Nominierung als Bester Film im New Directors Competition (Alex Thompson)

South by Southwest Film Festival 2019
- Auszeichnung mit dem Special Jury Award (Breakthrough Voice) – Narrative Feature (Alex Thompson)
- Auszeichnung mit dem Publikumspreis – Narrative Feature (Alex Thompson)
- Nominierung für den Grand Jury Award – Narrative Feature (Alex Thompson)[17]